# مایکل اونداتیه
مایکل آنداچی (انگلیسی: Michael Ondaatje؛ زادهٔ ۱۲ سپتامبر ۱۹۴۳) پدیدآور اهل کانادا و اصالتاً سریلانکایی است.
وی برندهٔ جوایزی همچون کمک‌هزینه گوگنهایم و جایزه ادبی من بوکر شده‌است.